# Copa América Militar
La Copa América Militar es una competencia de fútbol en la que participan equipos nacionales militares de América. Se celebró por primera vez en 2001. Está organizada por la Organización de Deportes Militares de las Américas, una rama del Consejo Internacional del Deporte Militar.
El torneo sirve como calificación para la Copa Mundial Militar o los Juegos Mundiales Militares.

## Palmarés
| Año  | Sede                 |                | Campeón | Final Resultado | Segundo lugar     |      | Tercer lugar   | Resultado | Cuarto lugar |
| 2001 | Fort Eustis          | Estados Unidos | liga    | Barbados        | Canadá            | liga |                |           |              |
| 2003 | Saint Michael        | Barbados       | liga    | Estados Unidos  | Canadá            | liga |                |           |              |
| 2005 | Victoria             | Barbados       | liga    | Brasil          | Trinidad y Tobago | liga | Estados Unidos |           |              |
| 2007 | Río de Janeiro       | Brasil         | liga    | Canadá          | Estados Unidos    | liga |                |           |              |
| 2009 | Dyess Air Force Base | Brasil         | 3-0     | Barbados        | Estados Unidos    | 2-1  | Surinam        |           |              |

## Títulos por país
| Equipo            | Campeón        | Subcampeón     | Tercer lugar   | Cuarto lugar |
| ----------------- | -------------- | -------------- | -------------- | ------------ |
| Barbados          | 2 (2003, 2005) | 2 (2001, 2009) | -              | -            |
| Brasil            | 2 (2007, 2009) | 1 (2005)       | -              | -            |
| Estados Unidos    | 1 (2001)       | 1 (2003)       | 2 (2007, 2009) | 1 (2005)     |
| Canadá            | -              | 1 (2007)       | 2 (2001, 2003) | -            |
| Trinidad y Tobago | -              | -              | 1 (2005)       | -            |
| Surinam           | -              | -              | -              | 1 (2009)     |